# Atletica leggera agli XI Giochi panafricani - Marcia 20 km maschile
La marcia 20 km maschile agli XI Giochi panafricani si è svolta il 15 settembre 2015 a Brazzaville, nella Repubblica del Congo.

## Podio
| Oro     | Lebogang Shange Sudafrica   |
| Argento | Samuel Ireri Gathimba Kenya |
| Bronzo  | Wayne Snyman Sudafrica      |

## Risultati
| Class   | Nome                  | Nazione        | Tempo   | Note                                     |
| ------- | --------------------- | -------------- | ------- | ---------------------------------------- |
| Oro     | Lebogang Shange       | Sudafrica      | 1:26:43 |                                          |
| Argento | Samuel Ireri Gathimba | Kenya          | 1:26:44 |                                          |
| Bronzo  | Wayne Snyman          | Sudafrica      | 1:27:32 |                                          |
| 4       | David Kimutai         | Kenya          | 1:29:54 |                                          |
| 5       | Simon Wachira         | Kenya          | 1:30:03 |                                          |
| 6       | Bizuayehu Haile       | Etiopia        | 1:35:05 | Miglior prestazione personale stagionale |
| 7       | Mthembi Chauque       | Sudafrica      | 1:35:44 |                                          |
| 8       | Dagne Mekonen         | Etiopia        | 1:35:55 | Miglior prestazione personale stagionale |
| 9       | Mboyo Harouna         | RD del Congo   | 1:38:35 | Record nazionale                         |
| 10      | Romeo Ambomo          | Rep. del Congo | 1:41:45 | Record nazionale                         |
| 11      | Vouidibio Koukaba     | Rep. del Congo | 1:55:54 |                                          |
| dnf     | Mohamed Ameur         | Algeria        | dnf     |                                          |
| dnf     | Cherinet Nikoro       | Etiopia        | dnf     |                                          |
| dns     | Hichem Medjeber       | Algeria        | dns     |                                          |